# Bahnstrecke Beucha–Trebsen
| |                         |                                   |                                   |
| |                         |                                   |                                   |
| Streckennummer (DB): | 6823; sä. BT            |                                   |                                   |
| Kursbuchstrecke (DB): | 503 (2006)              |                                   |                                   |
| Kursbuchstrecke: | 148c (1934) 176a (1946) |                                   |                                   |
| Streckenlänge: | 16,75 km                |                                   |                                   |
| Spurweite: | 1435 mm (Normalspur)    |                                   |                                   |
| Streckenklasse: | C3                      |                                   |                                   |
| Maximale Neigung: | 16,6 ‰                  |                                   |                                   |
| Minimaler Radius: | 250 m                   |                                   |                                   |
| |                         |                                   |                                   |
| \| \| \| von Borsdorf (Sachs) \| \| \| \| −0,250 \| (Streckenanfang) \| (Streckenanfang) \| \| \| 0,000 \| Beucha \| 129 m \| \| \| \| nach Coswig (b Dresden) \| \| \| \| 0,840 \| Beucha Ost früher Kleinsteinberg \| Beucha Ost früher Kleinsteinberg \| \| \| 0,980 \| Infrastrukturgrenze DB Netz / DRE \| Infrastrukturgrenze DB Netz / DRE \| \| \| 3,170 \| Brandis \| 139 m \| \| \| \| Anst Silikatwerk \| \| \| \| \| Grube Frisch Glück \| \| \| \| \| Anst MOCO \| \| \| \| 7,920 \| Ammelshain (ehem. Bf) \| 142 m \| \| \| \| Ammelshainer Steinbruch \| \| \| \| 10,650 \| Altenhain (b Brandis) \| 148 m \| \| \| \| Anst Munitionsanstalt \| \| \| \| 13,460 \| Seelingstädt (b Brandis) \| 154 m \| \| \| \| Anst Steinbruch Hengstberg \| \| \| \| 14,80 \| Anst Steinbruch Kolmberg \| Anst Steinbruch Kolmberg \| \| \| 15,20 \| Anst Getreide AG \| Anst Getreide AG \| \| \| 16,750 \| Trebsen (Mulde) \| 128 m \| \| \| \| Strategische Bahn nach Neichen \| \| \| \| 17,130 \| (Streckenende) \| (Streckenende) \| \| \| \| Anst Papierfabrik \| \| |                         |                                   |                                   |
| Strecke |                         | von Borsdorf (Sachs)              | von Borsdorf (Sachs)              |
| Kilometer-Wechsel | −0,250                  | (Streckenanfang)                  | (Streckenanfang)                  |
| Bahnhof | 0,000                   | Beucha                            | 129 m                             |
| Abzweig geradeaus und nach rechts |                         | nach Coswig (b Dresden)           | nach Coswig (b Dresden)           |
| ehemaliger Haltepunkt / Haltestelle | 0,840                   | Beucha Ost früher Kleinsteinberg  | Beucha Ost früher Kleinsteinberg  |
| Kilometer-Wechsel | 0,980                   | Infrastrukturgrenze DB Netz / DRE | Infrastrukturgrenze DB Netz / DRE |
| Bahnhof | 3,170                   | Brandis                           | 139 m                             |
| Abzweig geradeaus und ehemals nach links |                         | Anst Silikatwerk                  | Anst Silikatwerk                  |
| ehemaliger Haltepunkt / Haltestelle |                         | Grube Frisch Glück                | Grube Frisch Glück                |
| Abzweig geradeaus und ehemals von rechts |                         | Anst MOCO                         | Anst MOCO                         |
| Haltepunkt / Haltestelle | 7,920                   | Ammelshain (ehem. Bf)             | 142 m                             |
| Abzweig geradeaus und ehemals nach links |                         | Ammelshainer Steinbruch           | Ammelshainer Steinbruch           |
| Bahnhof | 10,650                  | Altenhain (b Brandis)             | 148 m                             |
| Abzweig geradeaus und ehemals nach links |                         | Anst Munitionsanstalt             | Anst Munitionsanstalt             |
| Bahnhof | 13,460                  | Seelingstädt (b Brandis)          | 154 m                             |
| Abzweig geradeaus und ehemals nach rechts |                         | Anst Steinbruch Hengstberg        | Anst Steinbruch Hengstberg        |
| Abzweig geradeaus und ehemals nach links | 14,80                   | Anst Steinbruch Kolmberg          | Anst Steinbruch Kolmberg          |
| Abzweig geradeaus und nach links | 15,20                   | Anst Getreide AG                  | Anst Getreide AG                  |
| Bahnhof | 16,750                  | Trebsen (Mulde)                   | 128 m                             |
| Abzweig ehemals geradeaus und nach rechts |                         | Strategische Bahn nach Neichen    | Strategische Bahn nach Neichen    |
| Kilometer-Wechsel (Strecke außer Betrieb) | 17,130                  | (Streckenende)                    | (Streckenende)                    |
| Strecke (außer Betrieb) |                         | Anst Papierfabrik                 | Anst Papierfabrik                 |

Die Bahnstrecke Beucha–Trebsen ist eine Nebenbahn in Sachsen. Sie zweigt in Beucha von der Bahnstrecke Borsdorf–Coswig ab und führt über Brandis nach Trebsen.

## Geschichte
Das Gebiet östlich von Leipzig entwickelte sich schon vor der Jahrhundertwende zu einem Zentrum der sächsischen Steinindustrie. Allerdings verliefen sowohl die Leipzig-Dresdner Bahn als auch die südlich gelegene Verbindung Borsdorf–Döbeln–Coswig in einiger Entfernung an den wichtigsten Steinbrüchen vorbei. So entstand schon bald der Wunsch nach einer Eisenbahnlinie zwischen Beucha und Seelingstädt, die vor allem dem Güterverkehr dienen sollte. Weil die neue Bahn ein reges Verkehrsaufkommen versprach, wurde sie letztlich vom sächsischen Landtag genehmigt. Dabei wurde auch dem Wunsch der Stadt Brandis nach einer Bahnanbindung entsprochen.
Im April 1898 begannen die Arbeiten an der neuen Sekundärbahn. Die Steinbruchbesitzer beteiligten sich finanziell insbesondere mit der Lieferung von Baumaterialien. Am 10. Dezember 1898 wurde die Strecke bis Seelingstädt eröffnet. Reisezugverkehr fand anfangs nur zwischen Beucha und Brandis statt. Ab 1. Oktober 1899 fuhren Personenzüge dann auch bis Seelingstädt.

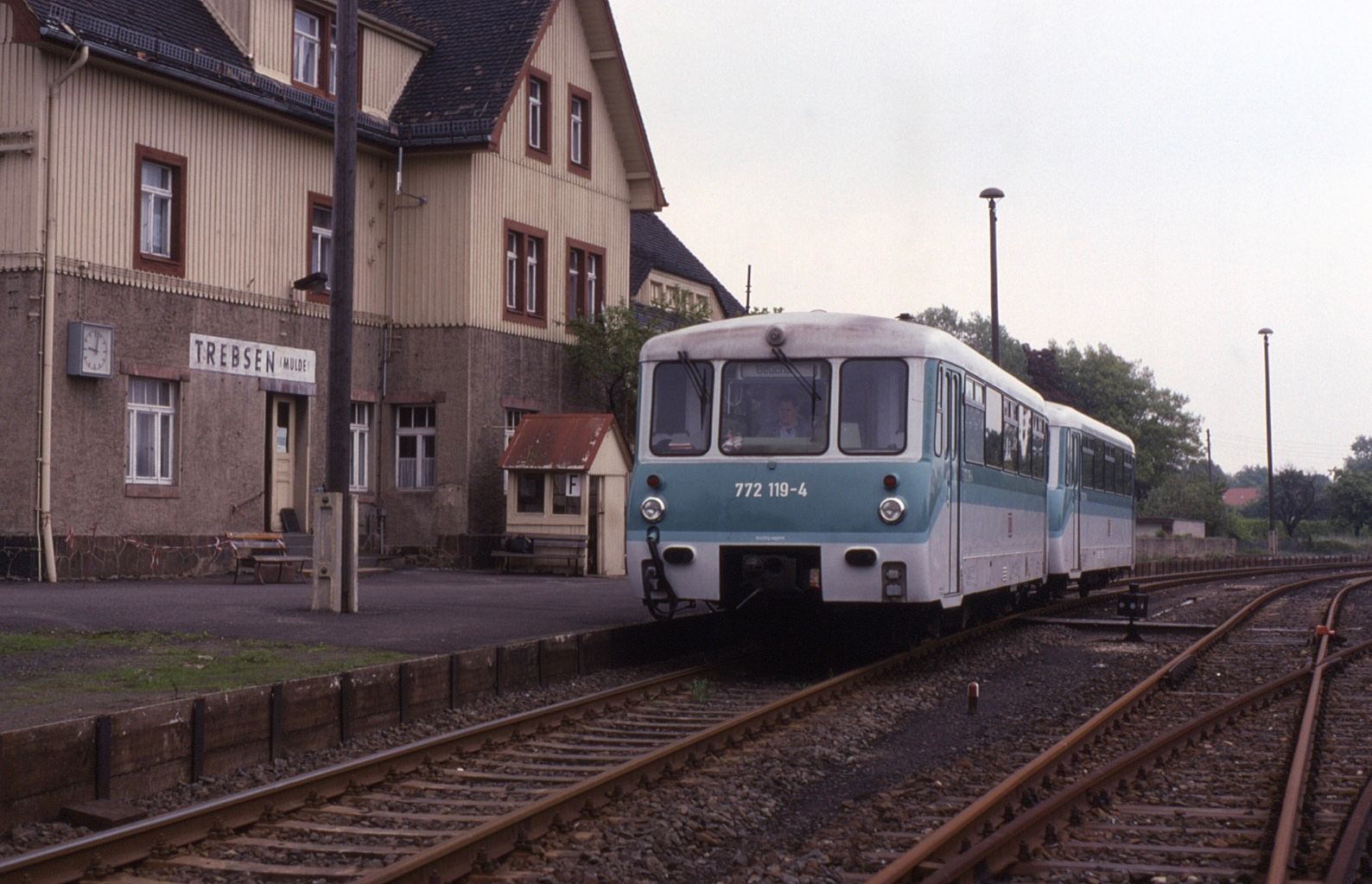
Bahnhof Trebsen (Mulde) im Betrieb 1996

Später wurde die Strecke noch bis Trebsen verlängert. Im September 1910 begann der Bau der Erweiterungsstrecke, die am 1. Oktober 1911 in Betrieb ging. In den Folgejahren entwickelte sich die Verbindung zur ertragsstärksten in Sachsen. 1938 verkehrten täglich 30 Güterzüge, um das enorme Frachtenaufkommen zu bewältigen. Dazu kam ein reger Reiseverkehr, der selbst im Kriegsjahr 1944 noch mit 11 Zugpaaren bewältigt wurde.
Am 14. Juli 1938 ereignete sich an einem Bahnübergang im Bahnhof Trebsen der schwerste Unfall in der Geschichte der Bahnlinie. Ein mit einer christlichen Frauengruppe aus Ramsdorf besetzter Reisebus fuhr mit überhöhter Geschwindigkeit und defekter Bremsanlage in eine Rangierabteilung, bestehend aus einer Kleinlokomotive und mehreren offenen Güterwagen, die sich zu diesem Zeitpunkt auf dem manuell gesicherten Bahnübergang der heutigen Bundesstraße 107 befand. Der Aufprall war so stark, dass ein weiblicher Fahrgast durch das Dach des Busses geschleudert wurde und in einem der Güterwagen landete. Diese Person gehörte zu den wenigen Beteiligten, die nur leichte Verletzungen davon trugen. Durch die Kollision riss der Treibstofftank des Busses und entzündete sich. Insgesamt forderte der Unfall zehn Tote und viele Verletzte.
Nach dem Zweiten Weltkrieg wurde der Zugverkehr am 28. Mai 1945 mit vier Personenzügen wieder aufgenommen. Zwischen 1947 und 1949 bestand bei Polenz zusätzlich der Haltepunkt Frisch Glück, der dem Berufsverkehr eines Braunkohlenwerkes diente.

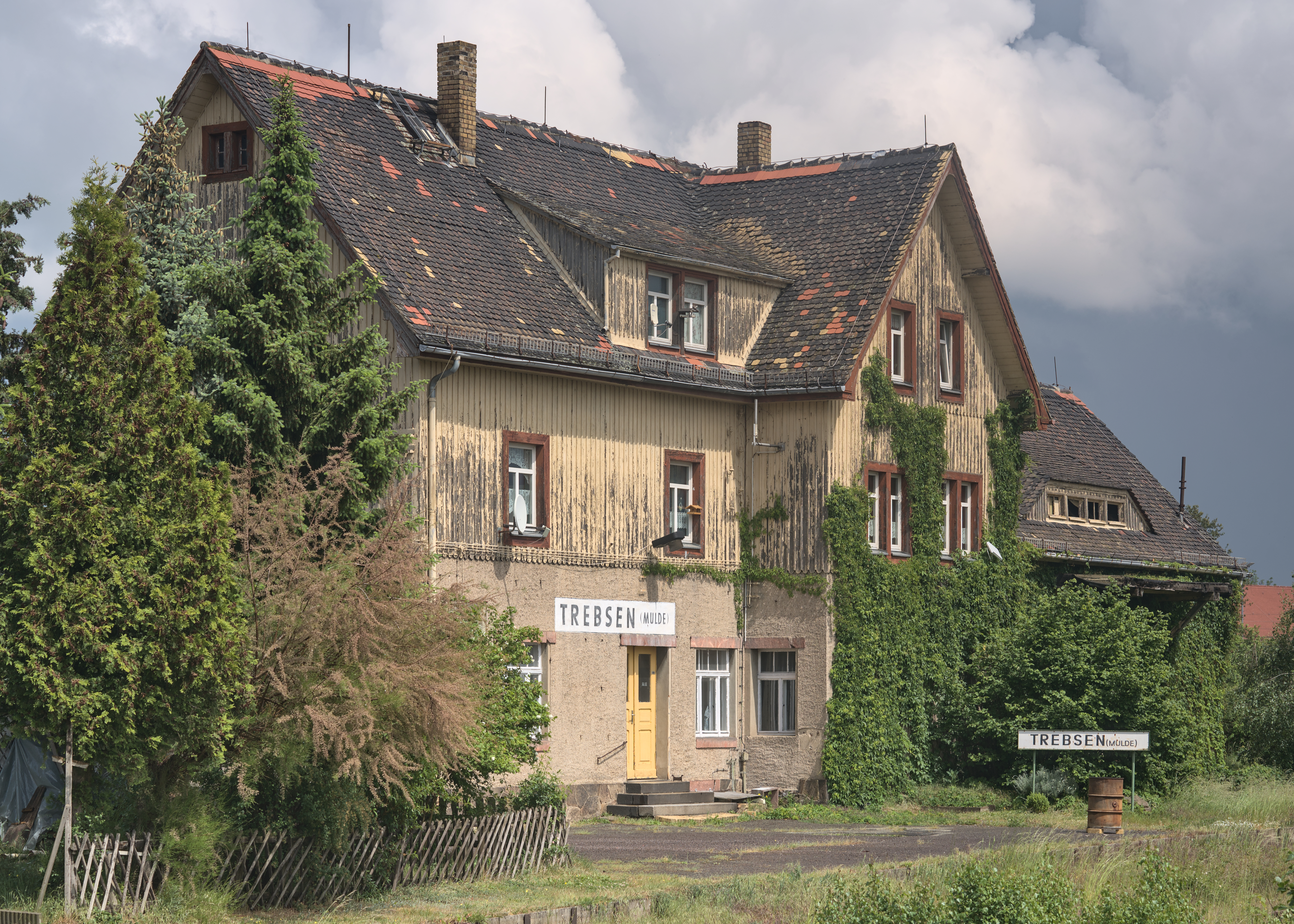
Empfangsgebäude des Bahnhofs Trebsen (Mulde) 2024

Nach der politischen Wende im Osten Deutschlands 1989 verlor die Strecke ihre überragende Bedeutung im Personen- und Güterverkehr. Der Reiseverkehr zwischen Brandis und Trebsen wurde am 28. September 1997 eingestellt. Zwischen Beucha und Brandis wurde das Zugangebot kurz darauf zu einem Stundentakt verdichtet. Ab 6. August 2004 verkehrten die Regionalbahnen sogar im Durchlauf von Leipzig Hbf nach Brandis. Allerdings gelang es nicht, die für einen langfristigen Weiterbetrieb nötigen Fahrgastzahlen von 1.000 pro Tag zu erreichen.
Zum 10. Dezember 2006 wurden die Leistungen im Schienennahverkehr vom nunmehr zuständigen Zweckverband für den Nahverkehrsraum Leipzig abbestellt. Der Güterverkehr zwischen Seelingstädt und Trebsen ruht seit dem 31. Dezember 2006, nachdem er zuletzt von der Mitteldeutschen Eisenbahn (MEG) bedient worden war.

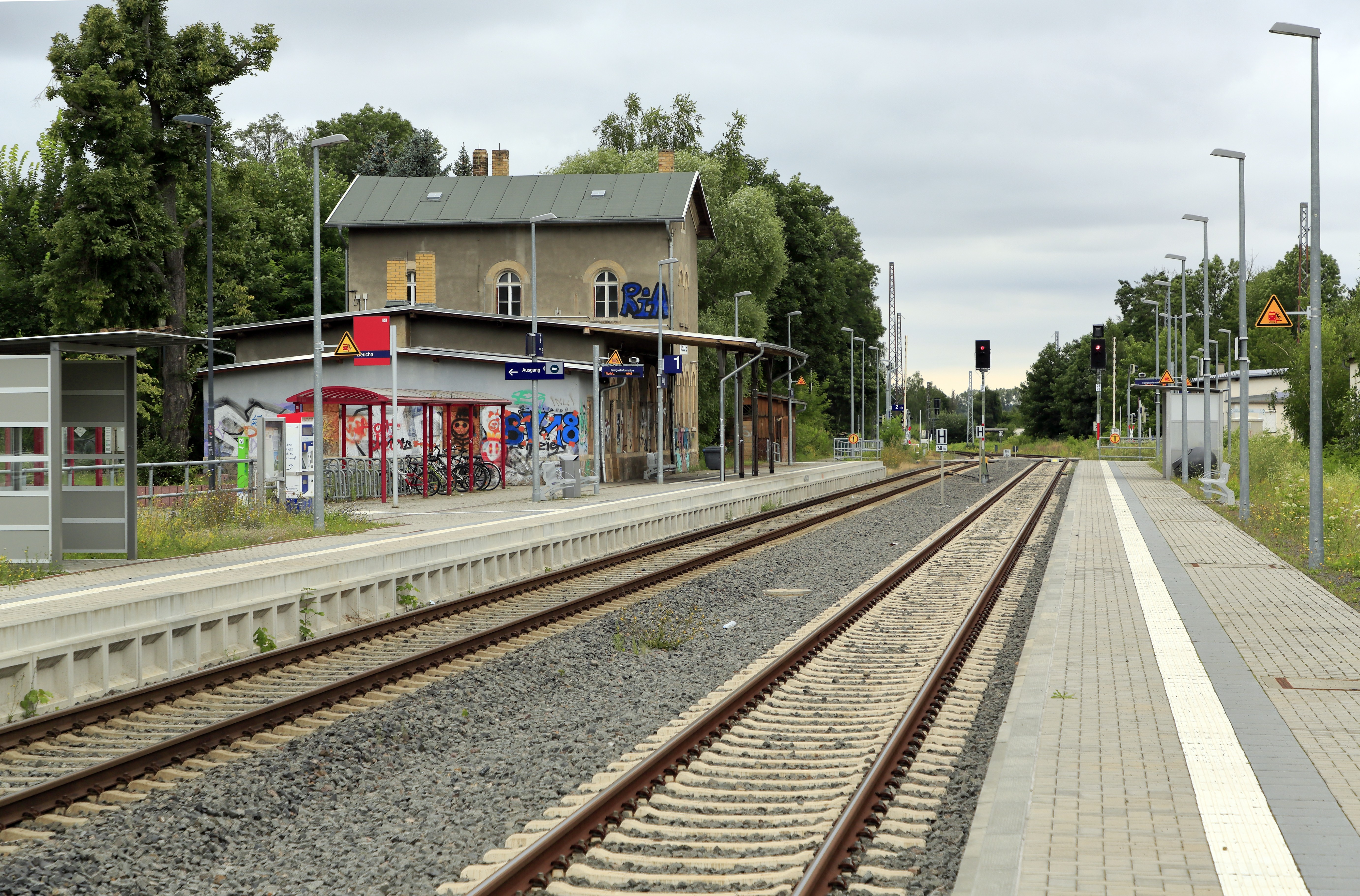
Bahnhof Beucha nach dem Umbau 2015

Seit Anfang Januar 2011 wird die Strecke wieder von der Deutschen Regionaleisenbahn betrieben. Pro Woche gibt es ein Güterzugpaar, welches die Anschlussstelle Getreide AG in Trebsen bedient. Seit 2012 verkehren auch gelegentlich Sonderzüge über die Gesamtstrecke, meist bestehend aus Dieseltriebwagen der DR-Baureihe VT 2.09.
Am 17. August 2021 gab Sachsens Verkehrsminister Martin Dulig bekannt, dass die Verbindung Beucha–Trebsen eine von fünf Strecken in Sachsen ist, die das Ministerium für Wirtschaft, Arbeit und Verkehr „intensiv und detailliert auf eine Aktivierungsmöglichkeit“ für den Schienenpersonennahverkehr untersuchen wolle. Prognostiert werden zwischen Beucha und Brandis täglich 500 bis 700 Fahrgäste, auf der restlichen Strecke bis Trebsen 300.